# Bethesda (Maryland)
Bethesda ist ein Census-designated place im Montgomery County im US-Bundesstaat Maryland. Das U.S. Census Bureau hat bei der Volkszählung 2020 eine Einwohnerzahl von 68.056 ermittelt.
Die Siedlung liegt unmittelbar nordwestlich von Washington, D.C. und ist ein bevorzugter Wohnvorort der Bundeshauptstadt. Der Vorort stellt eine principal city der Metropolregion Washington dar.
Der Name stammt von einer Kirche, dem Bethesda Meeting House (1820), welche nach der Zisterne Bethesda in Jerusalem benannt war. In Bethesda befinden sich der Campus der National Institutes of Health (NIH) mit der National Library of Medicine und das National Naval Medical Center sowie weitere staatliche Einrichtungen.

## Geografie
Als nicht rechtsfähiger Bereich hat Bethesda keine offiziellen Grenzen.
Laut Angaben des United States Census Bureau weist der Census-designated place eine Fläche von 34,42 km² auf. Davon liegen 0,26 km² im Wasser. Die Hauptverkehrsstraße Maryland Route 355, auch bekannt als Wisconsin Avenue, führt durch Bethesda. Diese Route verbindet Washington, D.C. mit Frederick, Maryland.

## Geschichte
Zwischen 1805 und 1821 entwickelte sich in dem heutigen Siedlungsgebiet eine mautpflichtige Straße, der Washington and Rockville Turnpike. Auf dieser Straße wurden Tabak und andere Güter zwischen Georgetown, Rockville und Frederick transportiert. An dieser Straße entstand eine kleine Siedlung, die sich um einen Laden und eine Mautstelle bildete.
1862 nannte sich die Siedlung „Darcy’s Store“ nach dem Ladenbesitzer William E. Darcy. 1871 benannte der damalige Postmeister Robert Franck den Ort in Bethesda um. Der Name stammt von der presbyterianischen Kirche Bethesda Meeting House, welche 1820 errichtet wurde.
Während des 19. Jahrhunderts war Bethesda ein Durchgangsort. Es wurde ein Postamt, eine Schmiede, eine Kirche und eine Schule errichtet. Dazu kamen kleine Wohnsiedlungen und kleine Läden.
Nach dem Bau einer Straßenbahnlinie nach Washington im Jahre 1890 begann der Ort ab etwa 1900 zu wachsen. In den folgenden Jahrzehnten kamen auch staatliche Institutionen hinzu, wie in den 1940er Jahren die National Institutes of Health und das National Naval Medical Center, das „Flaggschiff“ der medizinischen Versorgung und Forschung der United States Navy. Auch zahlreiche Firmen, gerade aus dem Gesundheitssektor, ließen sich hier nieder. Auch Rüstungsfirmen wie Lockheed Martin und der Hotelkonzern Ritz-Carlton wählten Bethesda als Hauptsitz.

## Bevölkerung
Zum Zensus 2010 lebten 60.858 Menschen in 27.470 Haushalten in Bethesda. Die Anzahl der Haushalte ist bis zum Vergleichszeitraum 2015–2019 zwar gesunken, die Bevölkerung wuchs bis zum Zensus 2020 allerdings bis auf 68.056 Einwohner an.
Die Einwohner sind überdurchschnittlich gut gebildet, so verfügen 98 % der Einwohner im Alter von über 25 Jahren über mindestens einen High-School-Abschluss, 86 % verfügen über einen Bachelor- oder höheren akademischen Abschluss.

## Wirtschaft und Infrastruktur

### Wirtschaftsstruktur
Die Bevölkerung von Bethesda gehört zu den wohlhabendsten und gebildeten des Landes. Das Wirtschaftsmagazin Forbes listete die Gemeinde im Jahr 2009 als die beste amerikanische small town im Bereich Bildung.
2012 waren 10.713 Unternehmen in Bethesda ansässig, darunter Lockheed und Marriott.

### Verkehr
Straßenverkehr
Nördlich von Bethesda verläuft die Interstate 495, welche als Ringautobahn einmal um Washington, D.C. verläuft.
Öffentlicher Nahverkehr
Die Red Line der Washington Metro fährt zwei Haltepunkte in Bethesda an. Es existiert auch eine Busverbindung über das Nahverkehrsnetz von Montgomery County.
Öffentlicher Fernverkehr
Über die Busunternehmen Vamoose Bus und Tripper Bus findet ein täglicher Busverkehr nach New York City statt.
Luftverkehr
Die nächstgelegenen Flughäfen sind der Ronald Reagan Washington National Airport in Arlington County, Virginia, der Dulles International Airport in Fairfax County, Virginia, und der Baltimore-Washington International Airport bei Baltimore, Maryland.

## Kultur
- Die Buchreihe The Sisterhood of the Traveling Pants von Ann Brashares spielt in Bethesda.
- In dem Computer-Rollenspiel Fallout 3 von Bethesda Softworks spielen mehrere Episoden in Bethesda.
- In der Serie Salvation spielen einige Episoden in Bethesda.

## Söhne und Töchter der Stadt
- Donald Dell (* 1938), Tennisspieler, Davis-Cup-Kapitän und Spielervermittler
- Robert Hays (* 1947), Schauspieler
- Owen Toon (* 1947), Klimawissenschaftler
- Wendy Chamberlin (* 1948), Diplomatin
- Barbara Allen Rainey (1948–1982), Pilotin
- Richard Boucher (1951–2025), Diplomat, Botschafter der Vereinigten Staaten
- Timothy C. May (1951–2018), Computeringenieur
- Patricia Richardson (* 1951), Schauspielerin
- Leo Zulueta (* 1952), US-amerikanischer Tattoo-Künstler
- Thomas Wieser (* 1954), Wirtschaftswissenschaftler
- Marjorie Agosín (1955–2025), chilenisch-US-amerikanische Schriftstellerin
- Josh Clark (* 1955), Schauspieler
- Richard Schiff (* 1955), Schauspieler
- Edward Seidel (* 1957), Astrophysiker und Informatiker
- Daniel Stern (* 1957), Schauspieler
- Michael Mayer (* 1960), Theater-, Musical- und Filmregisseur
- Isabelle Noth (* 1967), Schweizer Theologin
- Lisa Loeb (* 1968), Sängerin und Schauspielerin
- Kathi Vidal (* 1968), Anwältin und Ingenieurin
- Chip Roy (* 1972), Politiker, Vertreter von Texas im US-Repräsentantenhaus
- Carsie Blanton (* 1985), Sängerin
- Jesse Yaginuma (* 1985), Pokerspieler
- Andrew Wilson (* 1993), Schwimmer